# أدريان كوغلان
أدريان كوغلان (بالإنجليزية: Adrian Coughlan)‏ هو لاعب قذف أيرلندي، ولد في 1977 في Blackrock, Cork ‏ في جمهورية أيرلندا.